# Cochylimorpha fuscimacula
Cochylimorpha fuscimacula is een vlinder uit de familie bladrollers (Tortricidae). De wetenschappelijke naam is voor het eerst geldig gepubliceerd in 1963 door Falkovitsh.
De soort komt voor in Europa.